# کتان
گیاه کتان (نام علمی: Linum usitatissimum) (به انگلیسی: Flax) یا بَزرَگ، از دسته گیاهان گلدار، رده دولپه‌ای‌ها، راسته مالپیگی‌سانان، تیره کتانیان، سرده کتان می‌باشد.
کتان اصالتاً متعلق به سرزمین‌های ساحل مدیترانه شرقی تا کشور هندوستان می‌باشد و احتمالاً برای نخستین بار در منطقه هلال حاصلخیز توسط کشاورزان پرورش یافت. گیاه کتان به شکل گسترده‌ای در اتیوپی و مصر باستان کشت می‌گردید. در کشور گرجستان، در غارهایی که متعلق به دوران ماقبل تاریخ است، کتان‌های خشک شده‌ای کشف شده‌است که مربوط به ۳۰ هزار سال پیش از میلاد است. کانادا، چین، روسیه، هند، انگلستان، آمریکا، اتیوپی، قزاقستان، اوکراین و آرژانتین به ترتیب ده کشور برتر تولیدکننده کتان در جهان هستند.
مغز گردو و بذر کتان دارای بیشترین اندازه اسید چرب امگا ۳ در میان مواد غذایی گیاهی هستند.

## الیاف کتان[۴]
الیاف کتان از ساقهٔ گیاهی به همین نام (به انگلیسی فلکس) استخراج می‌شوند. کتان به عنوان یک گیاه زینتی در باغ رشد می‌کند. الیاف کتان بیشتر از پارچه کتانی کاربرد دارد.
کشت این گیاه به‌طور سالیانه انجام می‌گیرد و حداکثر رشد طولی آن در حدود ۱۲۰ سانتی‌متر است و قطر ساقهٔ آن ۱/۸ تا ۱/۱۶ اینچ است. قسمت بالای ساقه دارای شاخه‌های متعددی است و در روی این شاخه‌ها، گل‌هایی به رنگ‌های سفید، قرمز، بنفش ولاجوردی و آبی دیده می‌شود. کیفیت الیاف به مرغوبیت زمین و شرایط جوّی بستگی دارد. این گیاه در هوای نسبتاً سرد و رطوبی و وجود باران نسبتاً زیاد بهتر به عمل می‌آید. تخم کتان در ماه‌های اردیبهشت و خرداد کاشته می‌شود و مدت رشد آن سه ماه است.
پرورش عمده کتان درکشورهای کانادا، چین، روسیه، هند، انگلستان و آمریکا است. ساختمان شیمیایی الیاف کتان مانند پنبه، سلولزی است ولی با وجود شباهت زیاد بین آنها، ساختمان ملکولی کتان از سه جهت از پنبه متفاوت است:
1. ساختمان داخلی: دیاگرام اشعه ایکس نشان می‌دهد که آرایش مولکولی در ساختمان در ساختمان داخلی الیاف به مراتب بیشتر از پنبه و افزایش کریستالینیتی در ساختمان داخلی باعث شده‌است که خصوصیات آن با پنبه متفاوت باشد.
2. الیاف کتان: دارای مواد غیر سلولزی بیشتری نسبت به پنبه است و ناخالصی‌های موجود در کتان عبارت اند از همی سلولز، چربی و مواد رنگی و غیره.
3. ساختمان فیزیکی[۶] الیاف.
4. کامبیوم: این قسمت دیوار نازکی است که سلول‌های کورتکس را از چوب جدا کرده‌است.
5. چوب: این قسمت را سلول‌های ضخیم و چوبی کوتاه تشکیل می‌دهد که از نظر مکانیکی به رشد گیاه کمک می‌کند.
6. پیت: این قسمت دیواره نازکی است که قسمت مرکزی ساقه را احاطه می‌کند و در مرکز آن روزنه‌ای است که در سراسر طول ساقه قرار دارد و هوا در آن جریان پیدا می‌کند.

از الیاف کتان به همراه رزین‌های مختلف در تهیه کامپوزیت‌ها استفاده می‌شود که کاربرد آن‌ها از لوازم ورزشی مانند بدنه دوچرخه‌های حرفه‌ای، راکت‌های تنیس، تخته‌های موج سواری و اسکی، تا کاربردهای صنعتی مانند صنعت خودرو سازی یا هواپیماهای بوئینگ است.

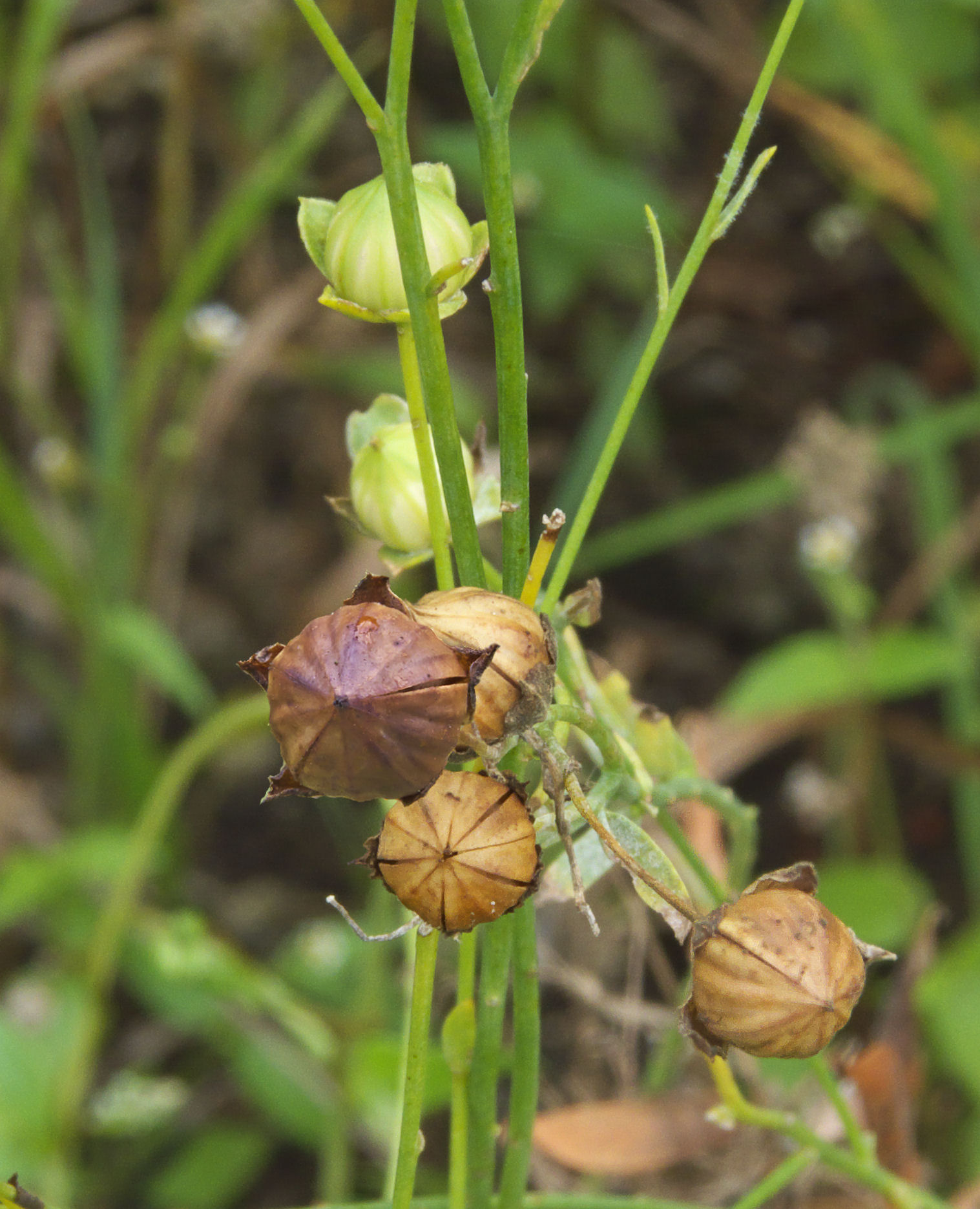
کپسول

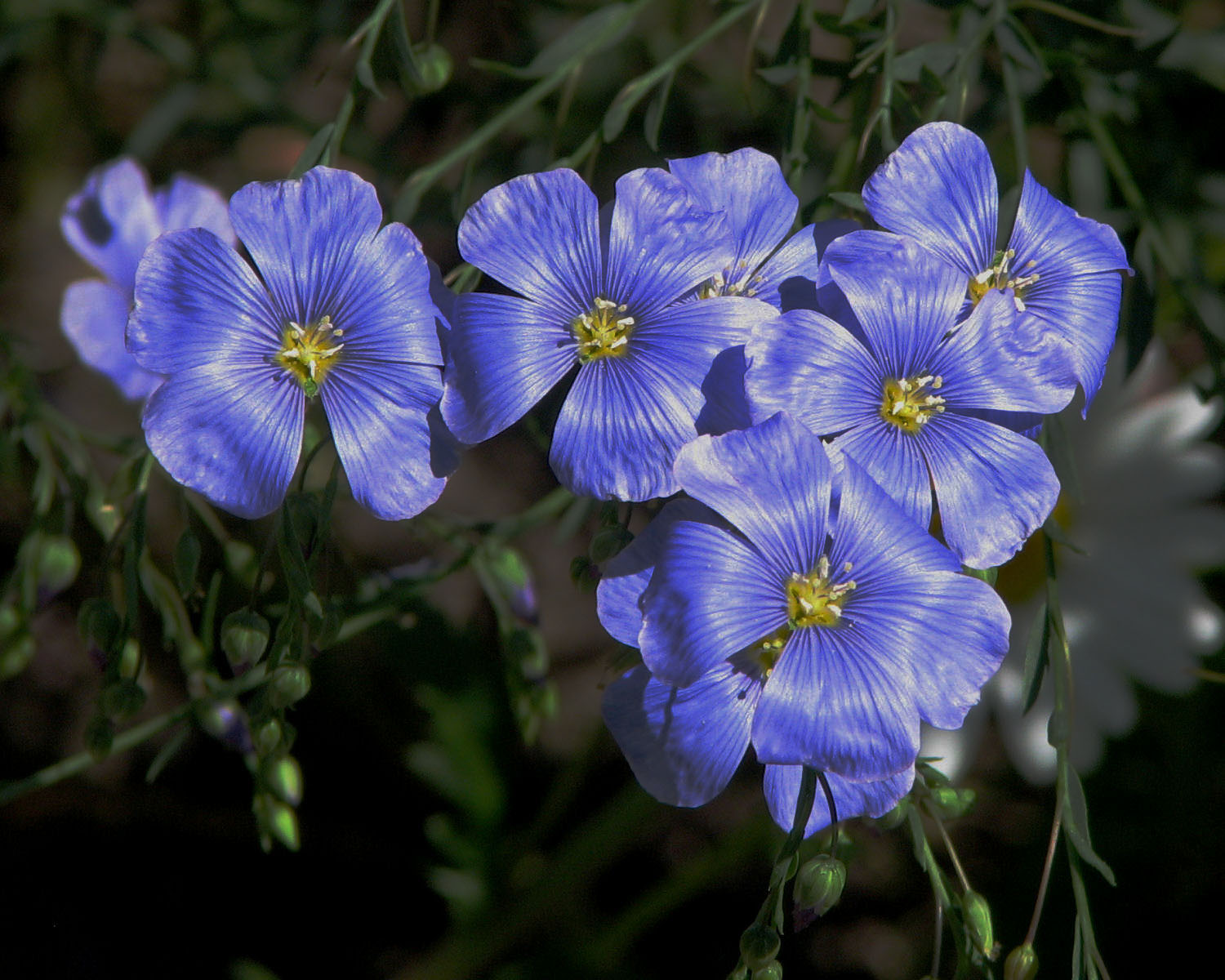
گل

## دانه‌های کتان
دانه‌های کتان (ر ک مقاله اصلی تخم کتان) در دو مقوله اساسی آمده‌است: ۱. قهوه‌ای، و ۲. زرد یا طلایی (همچنین به عنوان تخم کتان طلایی شناخته می‌شود).[۱۸] اکثراً دارای ویژگی‌های تغذیه‌ای مشابه و تعداد مساوی از امگا ۳ اسیدهای چرب با زنجیره کوتاه هستند. دانه‌های کتان در تولید روغن نباتی شناخته شده و به عنوان روغن بذر کتان یا روغن بزرگ، که یکی از قدیمی‌ترین روغن‌های تجاری است کاربرد دارد. این روغن خوراکی به دست آمده توسط expeller فشار دادن، گاهی توسط استخراج با حلال به‌دست می‌آید. روغن بذر کتان حلال پردازش شدهای است که قرن‌ها به عنوان یک روغن خشک در نقاشی و پوشش لاک الکل استفاده می‌شود.[۱۹]
بذر کتان که گهگاه به آن تخم بزرک هم می‌گویند، منبعی سرشار از مواد مغذی همچون فیبر، منیزیوم، ویتامین B1، اسید چرب آلفا لینولنیک، و امگا ۳ است.
این بذر، از درخت کتان گرفته می‌شود، درختی قدیمی که در مصر باستان و چین بار می‌آید. بذر کتان منبعی برای چربی سالم، آنتی‌اکسیدان، و فیبر است.
تحقیقات اخیر یافته‌اند که این تخم می‌تواند در کاهش خطر ابتلا به دیابت، سرطان و بیماری‌های قلبی نیز مؤثر باشد. همچنین از این دانه برای تغذیه قناری استفاده می‌شود.

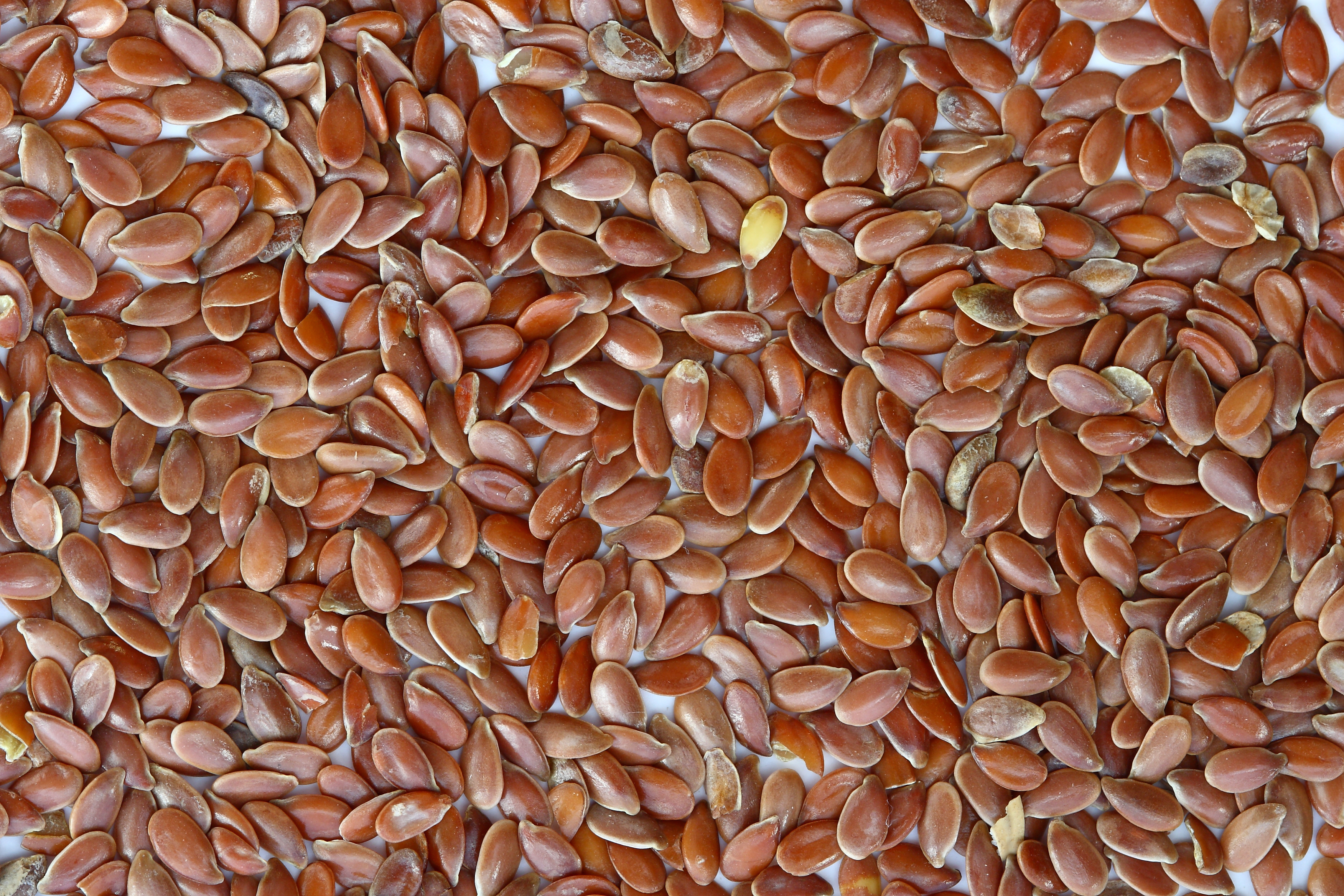
دانه‌های قهوه‌ای

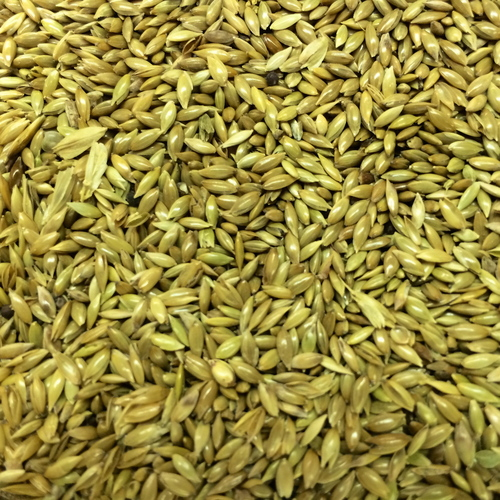
Inshell Green Flax seed

## آشپزی
جوانه بذر کتان خوراکی، با عطر و طعم کمی تنداست. مصرف بیش از حد دانه‌های کتان با آب ناکافی می‌تواند باعث انسداد روده شود. دانه‌های کتان کامل از نظر شیمیایی پایدار هستند، اما بذر کتان آسیاب شده (به شکل آرد درآمده) می‌تواند در کمتر از یک هفته فاسد شود، بنابراین باید در ظروف در بسته نگهداری شود و در دمای مناسب قرار گیرد تا از فساد سریع آن جلوگیری شود.

## دارویی
دانه‌های کتان در طب سنتی اروپایی در داخل (به‌طور مستقیم خیس یا به عنوان چای) و خارجی (به عنوان کمپرس یا عصاره روغن) برای درمان اختلالات دستگاه تنفسی، چشم، عفونت‌ها، سرد، آنفلوآنزا، تب، روماتیسم و نقرس استفاده می‌کردند.

## خواص رنگرزی کتان[۴]
رنگرزی کتان اکثراً در حالت پارچه صورت می‌گیرد و روش رنگرزی آن کاملاً شبیه پارچه‌های پنبه‌ای است. چون پارچه‌های کتان نیز همانند پارچه‌های پنبه‌ای گران است و لازم است برای رنگرزی آن از رنگ‌های مرغوب استفاده کرد.
برای رنگرزی کتان عموماً از رنگ‌های خمی که در برابر نور و شست‌وشو ثبات زیادی دارند استفاده می‌شود. برخی از رنگ‌های آزوئیک، گوگردی و تعداد محدودی از رنگ‌های مستقیم نیز در رنگرزی پارچه کتان که مصرف مبلمان و پرده‌ای دارد، به کار می‌روند.
نظر به این که ساختمان مولکولی کتان متراکمتر و متبلورتر از پنبه است، نفوذ رنگ به داخل الیاف نیز مشکل‌تر از پنبه صورت می‌گیرد و در نتیجه رنگرزی یکنواخت پارچهٔ کتان باید با دقت بیشتری همراه باشد.

## سایر خصوصیات کتان[۴]
قابلیت تطویل کتان کم است، ولی اگر تحت کشش قرار گیرد و افزایش طول یابد، بعد از رفع نیروی کشش میل دارد که دوباره به حالت اولیه برگردد. درجه سختی کتان بسیار زیاد است و در برابر خم شدن مقاومت می‌کند.
گرچه پارچه کتانی چروک پذیر است ولی با اجرای تکمیل‌های ضد چروک می‌توان این عیب را برطرف کرد.
رطوبت بازیافتهٔ کتان حدود ۱۲ درصد است.
قدرت لیف کتان در حالت مرطوب ۲۰ درصد بیشتر از حالت خشک آن است و این حالت باعث می‌شود که به خوبی عملیات مکانیکی مراحل ریسندگی و عملیات تری را تحمل کند.
مقاومت کتان در مقابل حرارت زیاد است و تا ۱۲۰ درجه سانتیگراد حرارت را که در آن شروع به زرد شدن می‌کند، بدون اینکه تجزیه بشود، تحمل می‌کند.
در اثر تابش نور خورشید و به مدت زیاد به تدریج از قدرتش کاسته می‌شود.
کتان در برابر محلول رقیق و سرد اسیدها مقاوم است، ولی محلول اسیدهای رقیق و گرم، یا غلیظ و سرد آن را مورد حمله قرار می‌دهد.
همچنین مقاومت کتان در برابر محلول‌های قلیایی بسیار خوب است و می‌توان آن را بارها و بارها با محلول‌های قلیایی شست‌وشو داد بدون آنکه خسارتی متوجه آن بشود.
حلالهای آلی معمولی که در خشک‌شویی‌ها به کار می‌روند، اثر مخربی روی کتان ندارد.

## نگارخانه

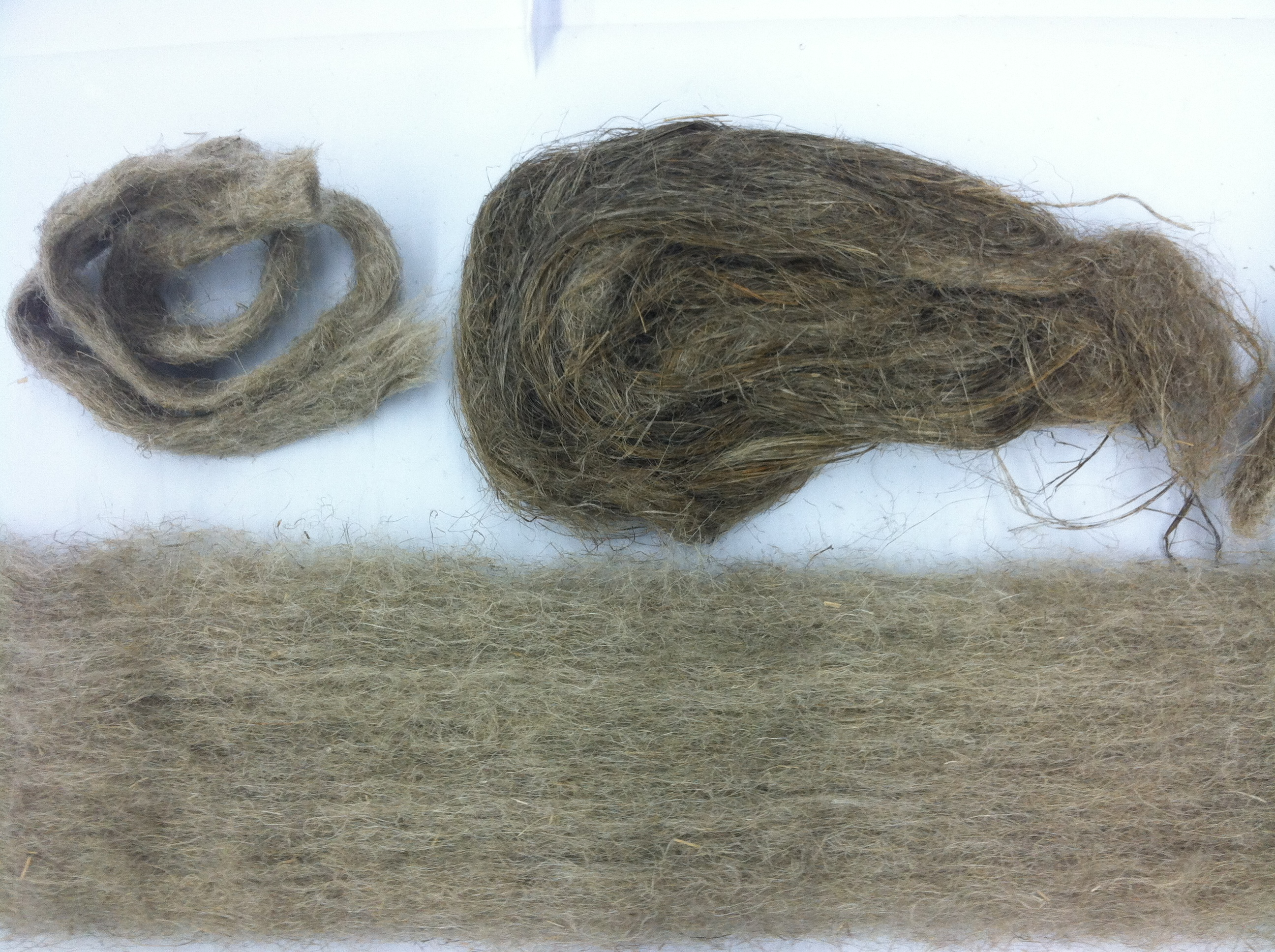
الیاف کتان در چندین حالت و شکل مختلف